# أغلوصة
أُغْلُوصَة جنسٌ من العث الصغيرة التي تنتمي إلى فصيلة ناريات. توجد بشكل رئيسي في غرب أوراسيا، على الرغم من إدخال بعض الأنواع في مكان آخر.
يعتبر هذا الجنس مميزًا لليسروع، التي تستطيع في بعض الأنواع أن تتغذى على مجموعة واسعة من المواد التي لا تأكلها عادةً يرقات حرشفية الأجنحة ، مثل الحشرات الميتة والسماد والقش . اليرقات من أغلوصة الأخرى هي نبات نباتي .